# Свидание моей мечты
«Свида́ние мое́й мечты́» (англ. Employee of the Month — букв. «Работник месяца») — американский комедийный фильм 2006 года режиссёра Грега Кулиджа с участием Дейна Кука, Джессики Симпсон и Дэкса Шепарда. Мировая премьера состоялась 6 октября 2006 года, в России — 26 октября.

## Сюжет
Зак и Винс работают в супермаркете уже очень давно. Зак (Дейн Кук) — упаковщик, живёт с бабушкой, свободное время проводит с друзьями-коллегами, тоже упаковщиками. Он — лентяй, но, несмотря на это, добр, любим коллегами и всегда готов прийти на помощь. Винс (Дэкс Шепард) — эгоистичный кассир, уже 17 раз подряд заслуживший звание «Работник месяца». Он груб с коллегами, особенно с Хорхе, на которого постоянно ругается.
Когда в коллектив приходит новый сотрудник, кассир Эми (Джессика Симпсон), оба молодых человека хотят обратить внимание красотки на себя. Узнав, что на прошлой работе Эми переспала с «Работником месяца», Зак решает получить это звание, что оказывается не так уж и просто. Винс тоже хочет получить это звание, ведь в этом случае он получит приз — автомобиль, как «Работник месяца» 18 раз подряд. Так начинается соперничество Зака и Винса за звание, а значит и за сердце Эми.

## В ролях
| Актёр            | Роль                                               |
| ---------------- | -------------------------------------------------- |
| Дейн Кук         | Зак Брэдли                                         |
| Джессика Симпсон | Эми Ренфро                                         |
| Дэкс Шепард      | Винс Дауни                                         |
| Энди Дик         | Лон Нейлсон продавец очков, друг Зака              |
| Тим Бэгли        | Глен Гари менеджер магазина                        |
| Брайан Джордж    | Идбал Раджи работник отдела электроники, друг Зака |
| Эфрен Рамирес    | Хорхе Месико упаковщик Винса                       |
| Марселло Тедфорд | Семи охранник магазина                             |
| Дэнни Вудберн    | Глен Росс старший брат Глена Гари                  |
| Гарланд Уильямс  | Расселл Порпис-Гандерс коллега и лучший друг Зака  |
| Шон Уэйлен       | Дирк Диттман помощник менеджера                    |

## Отзывы
Фильм получил негативные отзывы кинокритиков. На Rotten Tomatoes у фильма 20 % положительных рецензий. На Metacritic фильм оценён на 36 баллов из 100. Джессика Симпсон была номинирована на «Золотую малину» за худшую женскую роль, но проиграла Шэрон Стоун за «Основной инстинкт 2».